# Alianța PSD+PC
Alianța PSD+PC a fost o alianță politică/electorală din România formată între Partidul Social Democrat (PSD) și Partidul Conservator (PC) care a fost fondată în anul 2008. Alianța PSD+PC a fost la guvernare împreună cu Partidul Democrat Liberal (PD-L/PDL) până la data de 22 decembrie 2008. Partidul Social Democrat (PSD) a mai făcut o alianță electorală/politică cu Partidul Conservator (PC) în 2004, atunci Partidul Umanist Român (PUR), i.e., Uniunea Națională PSD+PUR în 2004. Această alianță a candidat la alegerile legislative din 2008 precum și la alegerile locale, legislative și prezidențiale din același an. Numele întreg al alianței a fost Alianța Politică Partidul Social Democrat + Partidul Conservator.